# 230 Nord 3.513 à 3.662
Les  230 Nord 3.513 à 3.662 sont des locomotives mixtes de la Compagnie des chemins de fer du Nord. Au 1er janvier 1938, elles deviendront à la SNCF 230 D 1 à 149.

## Genèse
Les ouvrages d’art et les lignes principales de la Compagnie du Nord ne permettent pas encore la mise en service de locomotives de grande puissance capables de tracter des rapides et express très lourds. Dans cette attente, la Compagnie du Nord étudie et construit des machines pouvant tracter des trains express de plus de 350 tonnes avec arrêts fréquents.
Ce nouveau modèle est directement dérivé des Atlantic Nord 2.641 à 2.675. et emprunte également le châssis et le mécanisme des 230 Nord 3.078 à 3.354 qui étaient surtout utilisées pour des express moins lourds ou des trains plus lents.
Celles livrées après 1911 sont munies de la surchauffe qui améliorait notablement les performances et faisait économiser de l’eau et du combustible.
Prévu à l’origine comme un modèle de transition et de compromis qui précède les Pacific Nord, ce modèle aura néanmoins une longue carrière.

## Caractéristiques techniques

### Locomotive

#### Cylindres
Ces locomotives de type ten wheel disposaient d'un moteur à quatre cylindres compound système De Glehn Du Bousquet, avec les cylindres haute pression positionnés à l’extérieur. La distribution de type Walschaerts était à tiroirs plans aux quatre cylindres pour les machines 3.513 à 3.537, puis à tiroirs cylindriques sur les cylindres haute pression des 3.538 à 3.662.
Par la suite toute la série fut équipée de tiroirs cylindriques sur les cylindres à haute pression. 
Les cylindres avaient les mêmes dimensions générales que les 230 3.078 à 3.354 mais avec une augmentation des sections de passage de vapeur de 24% pour les cylindres à haute pression et de 24% pour ceux à basse pression.

#### Chaudière
La chaudière était aussi identique à celle des Atlantic, avec un foyer Belpaire à grille étroite placée entre les longerons du châssis. La surface de chauffe a été légèrement augmentée.
L’échappement d'origine « à trèfle » sera plus tard remplacé par un « Lemaître ». La porte de boîte à fumée était d'un type nouveau, maintenue en son centre par un système de fermeture entièrement extérieur, et qui sera appliqué à toutes les futures locomotives de la compagnie des chemins de fer du Nord.
Les machines 3.513 à 3.537 qui étaient à vapeur saturée furent équipées de la surchauffe entre 1929 et 1934 ; le restant de la série étant d'origine équipé d’un surchauffeur.

#### Roues et bogie
Les roues motrices avaient un diamètre de 1,75 m, avec des essieux aux entre-axes asymétriques. Le bogie était à châssis extérieur et semblable à ceux des Atlantic 2.641 à 2.675.

#### Châssis
Le châssis est très proche de celui des 230 3.078 à 3.354 avec un recul du dernier essieu couplé pour permettre de disposer le foyer, plus grand, de la chaudière devoir disposer cette dernière trop en hauteur.
En raison des contraintes qui limitaient le poids de la locomotive, le châssis et le mécanisme des cylindres durent être allégés.

#### Autres caractéristiques
Pour dégager l’accès au mécanisme de la locomotive et diminuer son poids, les tabliers et plates-formes furent réduits au minimum nécessaire et le tablier, disposé très haut, se passait de couvre-roues et facilitait la tâche des équipes de conduite en cas d’avarie ou de réparation lorsqu’il fallait accéder au-dessous de la machine.

### Performances
L’empattement plus important que les 230 3.078 à 3.354 garantissait une plus grande stabilité.
Elles pouvaient atteindre 115 km/h sur des pentes descendantes de 5‰ et faisaient mieux que les Atlantic dans les montées.
Les locomotives munies de la surchauffe se sont montrées capables de remorquer des trains de 300 tonnes à 110 km/h en palier et à 90 km/h sur une rampe continue de 5‰. Elles pouvaient également tracter des trains de marchandises de 800 tonnes à 25 km/h sur une rampe de 8‰.

### Tenders
Le tender d’origine à trois essieux et d’une longueur hors-tout de 8,1 m avait une capacité en eau de 23 m3 pour 6 tonnes de combustible (4,5 tonnes de charbon et 1,5 tonne de briquettes). Sa construction était notablement allégée, elle possédait de ce fait une masse à vide assez faible et représentait une plus faible part de la charge utile par rapport aux tenders précédents.
D’un type nouveau, il devait répondre à des conditions de travail facilitées pour le chauffeur. En effet, sa trémie inclinée à 45°, amenait le charbon directement à portée de pelle du chauffeur.
À partir de 1919, de nouveaux tenders similaires furent construits avec une hotte à charbon plus haute. La capacité en combustible passa alors à 7 tonnes.
Ces modèles de tender construits à de nombreux exemplaires pour la compagnie des chemins de fer du Nord, furent également accouplés à d’autres séries de locomotives. À la SNCF ils furent tous immatriculés 23 A.
Les premières locomotives munies de surchauffe ont été construites avec des tenders plus courts. L’emploi de ces petits tenders d’une contenance de 17 m3 se justifiait en raison des économies d’eau apportées par la surchauffe. 
Au moins une machine, la 3.513, avait reçu un tender à bogies qui ressemble à ceux des deux prototypes des Atlantic Nord

## Construction
Ces machines seront livrées à partir de 1908 par différents constructeurs. 
Une première série de 45 machines est livrée entre 1908 et 1910 : 
- 3513-3517, ateliers d’Hellemmes en 1908 ;
- 3518-3524, ateliers de la Chapelle en 1908 ;
- 3525-3532, ateliers d’Hellemmes en 1908 ;
- 3533-3537, ateliers de la Chapelle en 1908[2] ;
- 3538-3557, Schneider en 1910 (type 151)[9].

Une seconde série de 105 machines est livrée entre 1911 et 1913 avec surchauffeur :
- 3558-3567, ateliers de la Chapelle en 1912  ;
- 3568-3577, ateliers d’Hellemmes en 1913 ;
- 3578-3597, Fives-Lille en 1911[10] ;
- 3598-3617, Henschel en 1911[11] ;
- 3618-3637, Henschel en 1911 ;
- 3638-3657, Schwartzkopff[12] en 1911 ;
- 3658-3662, Forges de Gilly à Charleroi en 1911.

La 3.526 se trouvait dans le hall des locomotives de l’exposition universelle de 1910 à Bruxelles tandis que la 3.660 à surchauffeur, figura à l’exposition universelle de 1913 à Gand.

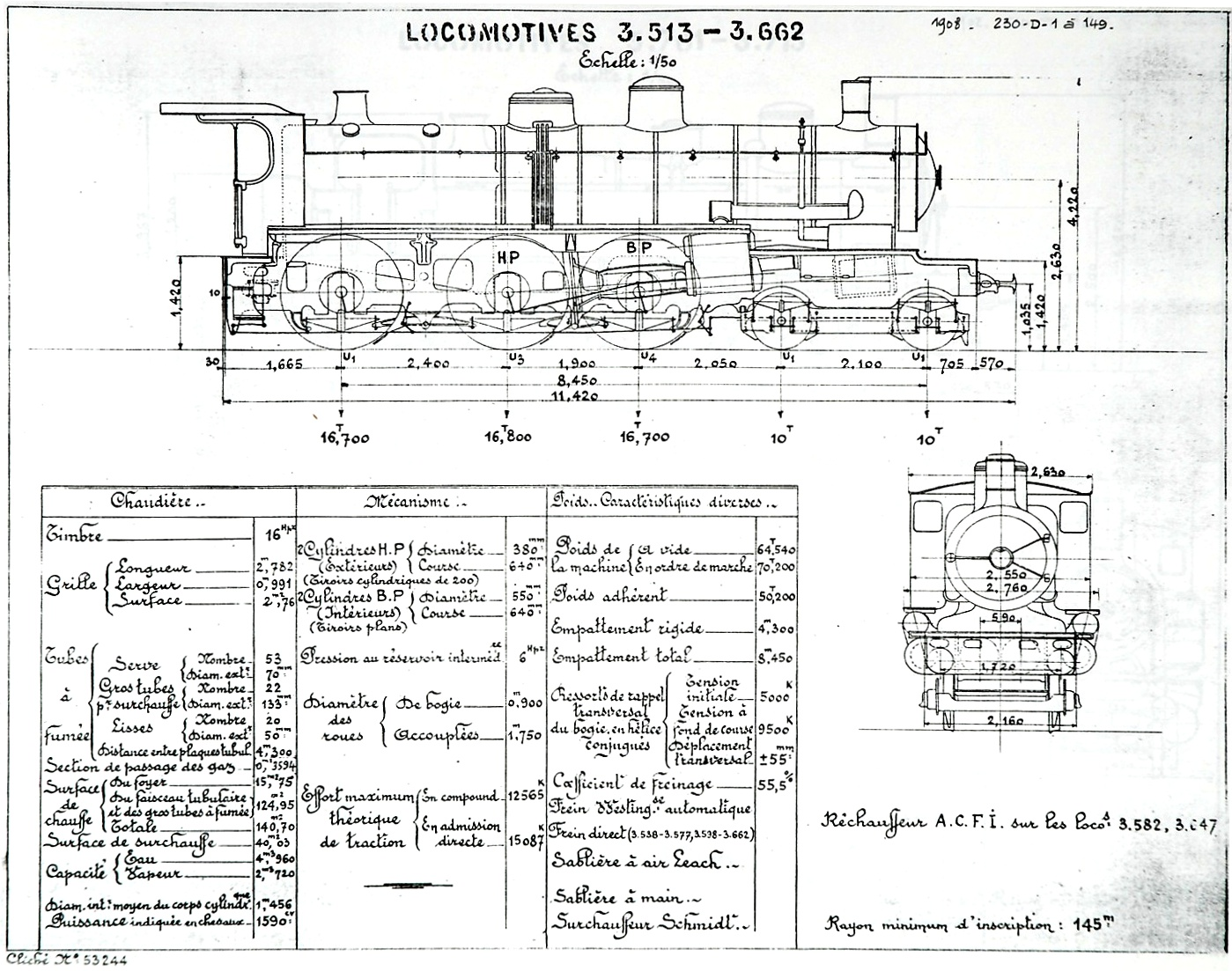
Schéma d'une « 3500 Nord ».

## Utilisation et Services
Ces machines mixtes assurèrent la traction de toutes sortes de trains, depuis les plus prestigieux comme le Nord-Express et le Train Bleu au début de leur carrière, jusqu'aux services marchandises. Limitées à la vitesse de 115 km/h elles furent capables d'emmener des trains à 120 km/h, ce qui était assez remarquable pour des locomotives dotées de roues de 1,75 m de diamètre.
Néanmoins, bien que capables dans de bonnes conditions de remplacer au pied levé une Pacific indisponible sur un train très rapide, elles ne pouvaient développer qu’une puissance moyenne, en raison de son foyer aux dimensions réduites hérité de celui des Atlantic. Elles manquaient également de puissance et d’adhérence pour la traction des trains lourds et lents.
À leurs débuts, elles étaient surtout affectées à des trains express de plus de 300 tonnes limités à 75 ou 80 km/h.
La 3.661 fut détruite lors d’un bombardement à Romescamps en avril 1917. En dehors de cette locomotive, les 149 autres étaient toujours en service à la création de la SNCF en 1938. Elles seront alors renumérotées dans la série 230 D.
Ces ten wheel circulèrent jusqu’à une période assez tardive puisque les dernières 230 D du dépôt de Creil fréquentèrent la gare de Paris-Nord en tête de trains pour Beauvais et le Tréport jusqu’au milieu des années 1960, elles y côtoyèrent probablement les locomotives électriques BB 16000 et CC 40100, symbolisant ainsi une honorable fin de carrière.

## Machines préservées
Deux de ces locomotives ont été préservées :
- 230 D 9 propriété de la SNCF et confiée au chemin de fer touristique de la vallée de l'Aa en 2023 ;
- 230 D 116 par l'AJECTA à Longueville  Classé MH (2021)[13].

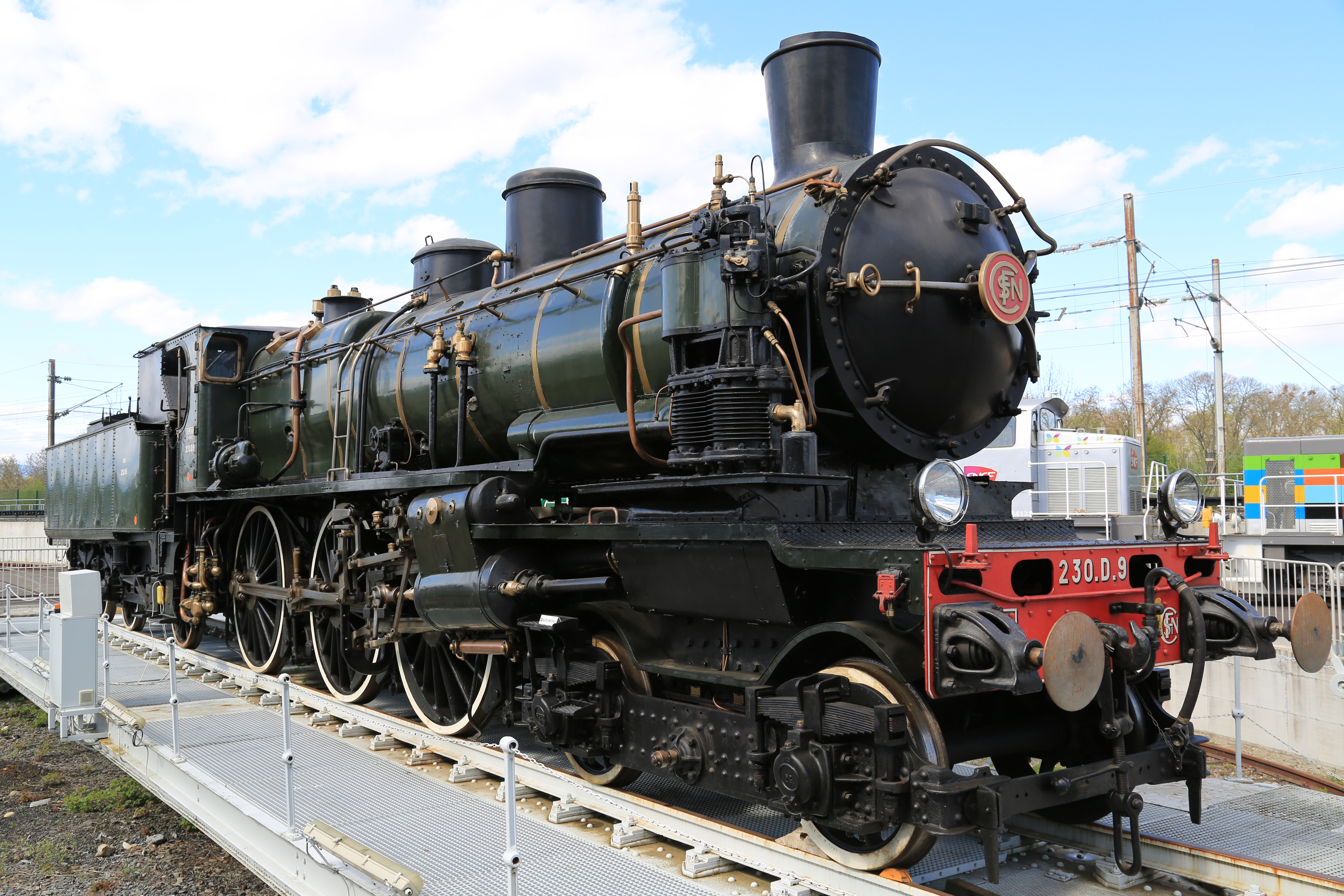
La 230 D 9 en version SNCF alors la Cité du train.
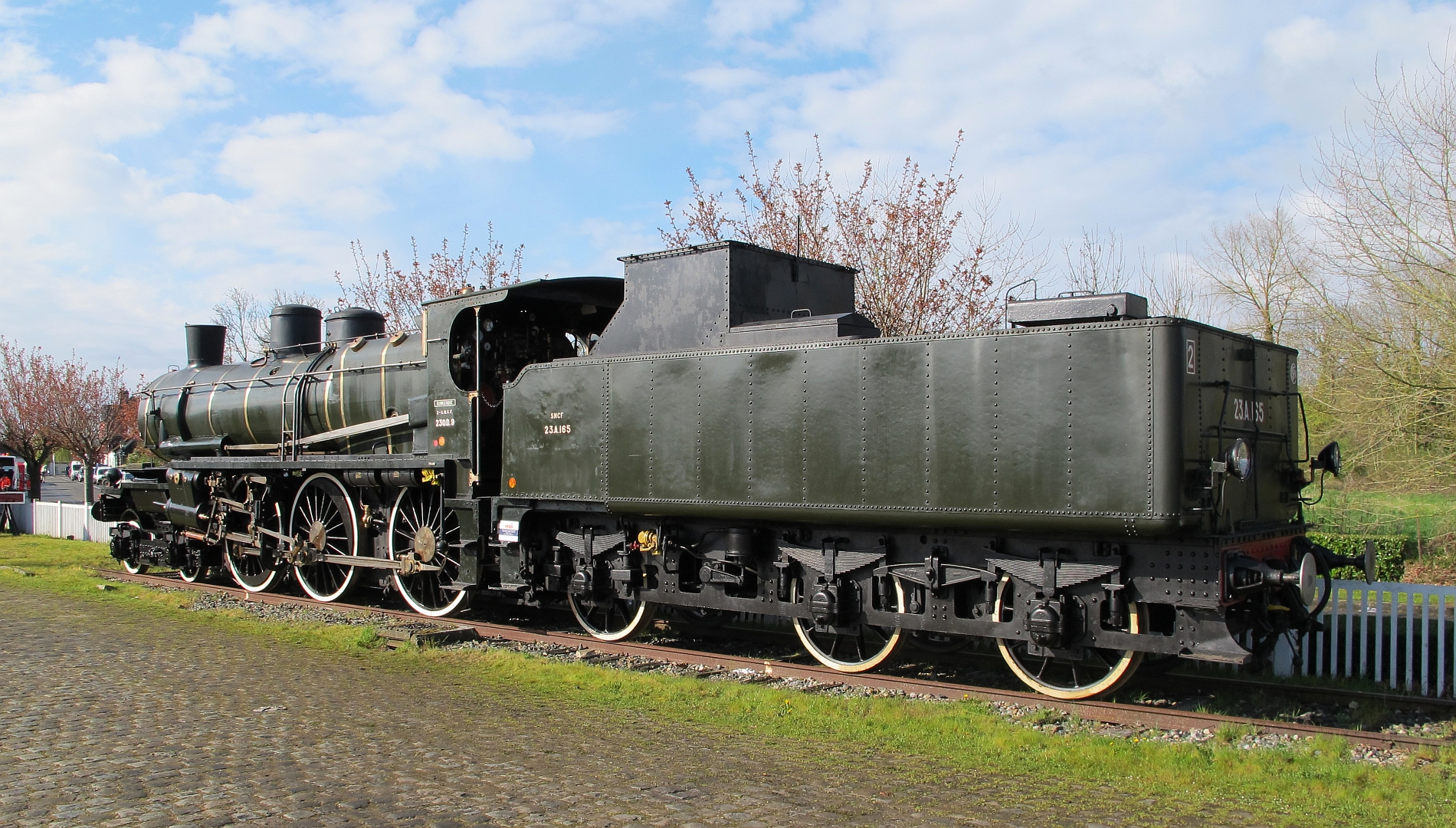
La 230 D 9 vue de 3/4 arrière.
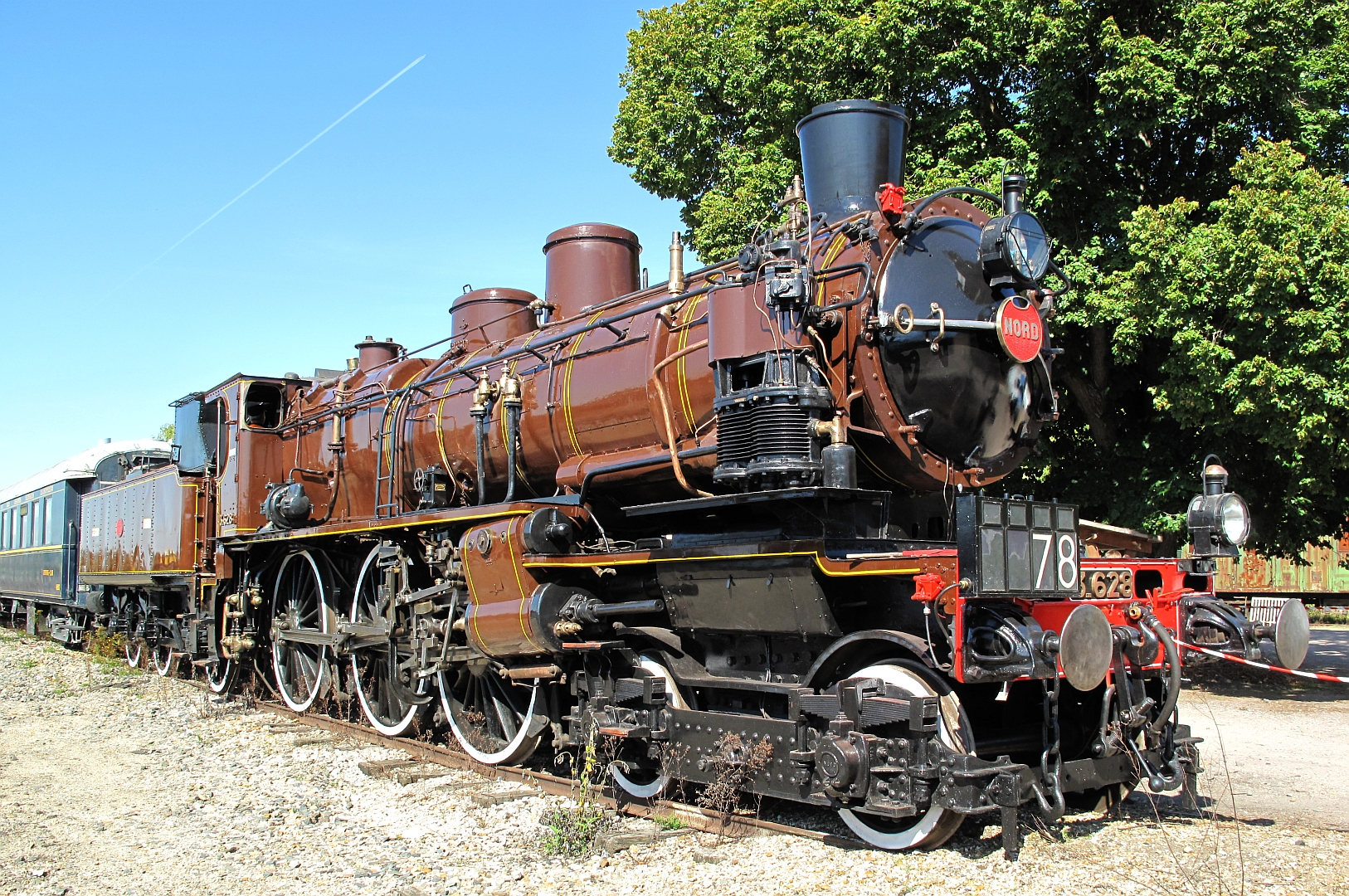
La 230 D 116 en version 3.628 Nord de l'AJECTA.

## Modélisme
Les 230 D ont été reproduites à l'échelle HO par :
- Metropolitan (Metrop), dans les années 70. Il s’agissait de modèles haut de gamme en laiton.
- DJH ModelLoco, en kit à monter principalement en métal blanc et découpe chimique de laiton.
- Fulgurex, en 2003. Il s’agissait de modèles haut de gamme en laiton.

A l'échelle O par :
- l'artisan Munier, au début des années 50. Il s’agissait de modèles en bronze à monter par l'amateur.
- l'Atelier du Château d'O (ACO), à la fin des années 80[14]. Le modèle était distribué par La Vie du Rail est disponible en 2 rails ou 3 rails et en kit ou à monter. Des versions à vapeur vive ont aussi été produites.